# Samtgemeinde Holtriem
Samtgemeinde Holtriem er den ene af to samtgemeinden i den niedersachiske Landkreis Wittmund (den anden er Samtgemeinde Esens) og en af seks samtgemeinden i Østfrisland. Administrationen ligger i byen Westerholt. Samtgemeinden ligger i den vestlige del af landkreisen og ligger i nærheden af Nordsøkysten, uden at grænse direkte til den.
Holtriem var en del af den historiske region Harlingerland.

## Geografi
Hovedbyen Westerholt ligger cirka halvvejs mellem den mod syd liggende by Aurich og Nordsøkysten. Aurich ligger ca. 13 km mod syd. Andre byer i nærheden er Esens mod nordøst, Norden mod vest. Samtgemeinden grænser mod nord, vest og syd til kommuner i Landkreis Aurich. Grænsen til Landkreis Aurich er 29,5 kilometer lang.

### Inddeling
Samtgemeinde Holtriem består af otte kommuner med tilhørende landsbyer og bebyggelser. (Indbyggere pr 31. december 2013).
| Kommune     | Indbyggere | Areal (km²) | Landsbyer                                                                         |
| ----------- | ---------- | ----------- | --------------------------------------------------------------------------------- |
| Blomberg    | 1.689      | 12,8        | Altgaude, Nordmoor, Schoo, Südmoor                                                |
| Eversmeer   | 838        | 11,56       | Goldmoor, Kruserei                                                                |
| Nenndorf    | 751        | 6,86        | Barger, Finkenburg, Hahnekamp, Kölker, Metzenburg, Nenndorfeld, Neustadt, Unlande |
| Neuschoo    | 1.137      | 14,47       | Leegmoor, Lüttstede, Lütjensfehn, Negenmeerten                                    |
| Ochtersum   | 896        | 10,82       | Barkholt, Ostochtersum, Westochtersum                                             |
| Schweindorf | 701        | 5,44        | Schweindorferfeld, Wester-Ys, Lüchtendorf                                         |
| Utarp       | 640        | 6,37        | Lederne Lampe, Narp, Narperfeld, Schlei                                           |
| Westerholt  | 2.529      | 14,63       | Terheide, Willmsfeld                                                              |
| I alt       | 9.181      | 82,95       | —                                                                                 |

### Nabokommuner
Samtgemeinden grænser til (med uret fra syd) byen Aurich (syd) samt kommunerne Großheide (vest) og Dornum (nord), alle tre i Landkreis Aurich. Mod nordøst og øst grænser Holtriem til kommunerne i Samtgemeinde Esens i Landkreis Wittmund: Holtgast, Moorweg, og Dunum.